# Sabicea marojejyensis
Sabicea marojejyensis är en måreväxtart som beskrevs av Razaf. och J.S.Mill.. Sabicea marojejyensis ingår i släktet Sabicea och familjen måreväxter. Inga underarter finns listade i Catalogue of Life.